# Ana Bagration-Gruzinská
Princezna Ana Bagration-Gruzinská (gruzínsky: ანა ბაგრატიონ-გრუზინსკი; * 1. listopadu 1976 Tbilisi) je královská princezna a hlavní dědička gruzinské větve dynastie Bagrationi, která je jednou ze dvou větví nárokujících si právo na gruzínský trůn. Druhým uchazečem je její bývalý manžel David Bagration z Muchrani, se kterým má syna Giorgiho, jenž je jejich společným dědicem.

## Mládí a kariéra
Princezna Ana je nejstarší dítě hlavy rodiny Bagration-Gruzinských, prince Nugzara Bagration-Gruzinského (1950–2025), a jeho manželky Leily, bývalé herečky, která pochází ze šlechtického rodu Kipianiů. Ana má jednu mladší sestru, princeznu Maiu Bagration-Gruzinskou, narozenou 2. ledna 1978.
Původně pracovala jako novinářka, ale později se princezna Ana věnovala učitelské profesi na škole v Tbilisi.
Princezna Ana studovala na Tbiliské státní univerzitě.

## Manželství a děti

### První manželství
Princezna Ana Bagration-Gruzinská se poprvé provdala civilně i církevně dne 17. května 2001 za Grigorije Malaniu (* 1970). Malania, povoláním architekt, je synem Grigorije Malanii (1947–2009) a Nany Mgaloblišvili (* 1951). Ze strany matky je Grigorij Malania potomkem posledního krále Gruzie, Jiřího XII.
V den svého církevního sňatku mu tehdejší tchán udělil zdvořilostní titul prince a status člena královského rodu Bagrationiů.
Princezna Ana a Grigorij Malania spolu měli dvě dcery, které se se souhlasem otce nosí příjmení své matky:
- Princezna Irina Bagration-Gruzinská (* 2003).
- Princezna Mariam Bagration-Gruzinská (* 2007).[4][6]

Manželství princezny Any Bagration-Gruzinské a Grigorije Malanii bylo v roce 2007 rozvedeno.

### Druhé a třetí manželství
Během velkolepého obřadu, kterého se zúčastnilo více než 3 000 hostů, se princezna Ana Bagration-Gruzinská dne 8. února 2009 v Katedrále Nejsvětější Trojice v Tbilisi podruhé provdala za svého vzdáleného bratrance, prince Davida Bagrationa z Muchrani. V den svatby princezna Ana pro gruzínský televizní kanál Rustavi 2 uvedla: „Doufám, že tento den bude tím nejšťastnějším v mém životě.“ Její otec, princ Nugzar, byl rovněž citován se slovy: „Nejdůležitější je, že tento den bude přínosem pro budoucnost Gruzie.“
Sňatek získal požehnání gruzínského patriarchy Ilji II., který silně podporoval spojení rodových linií Bagration-Gruzinsky a Bagration-Muchrani. Objevily se také zprávy, že patriarcha doufal, že syn narozený z tohoto svazku se stane prvním monarchou Gruzie po sovětském období. Manželství bylo rovněž uvítáno gruzínskými monarchisty, kteří usilovali o obnovu konstituční monarchie pod dynastií Bagrationi.
Princezna Ana a princ David se však od sebe odloučili již několik měsíců po svatbě. Objevila se tvrzení, že členové gruzínské vlády se snažili překazit patriarchovy naděje tím, že podpořili gruzínskou modelku Šorenu Begašvili, aby manželství podkopala tím, že prince Davida svede. Begašvili později přiznala, že s ním měla poměr. Jejich první manželství bylo rozvedeno v srpnu 2009.
Přesto se pár usmířil a 12. listopadu 2010 uzavřel civilní sňatek ve Španělsku.
Princezna Ana Bagration-Gruzinská a princ David Bagration-Muchranský měli jednoho syna:
- Princ Giorgi Bagrationi (* 27. září 2011).[16]

Druhé manželství princezny Any a prince Davida bylo rozvedeno 15. prosince 2013. Princezna Ana získala do své péče jejich syna, prince Giorgiho.

## Nedávné aktivity
Princezna Ana se zajímá o socioekonomické problémy, které ovlivňují zranitelné skupiny obyvatelstva v Gruzii. Ve spolupráci s organizací Heifer International a dalšími místními nevládními organizacemi usiluje o zlepšení životních podmínek vnitřně vysídlených osob, zejména těch, které byly postiženy rusko-gruzínskou válkou. Humanitární úsilí princezny Any se setkalo s podporou členů gruzínské vlády i představitelů Autonomní republiky Abcházie.

## Dědička linie Gruzinsky
Její otec, princ Nugzar, zemřel 1. března 2025 jako poslední mužský člen kadetské větve Bagration-Gruzinsky. Ještě před svou smrtí jmenoval Anu svou předpokládanou dědičkou, čímž se stala předpokládanou pretendentkou gruzínského trůnu v opozici k nárokům svého bývalého manžela, prince Davida Bagrationa-Muchranského. Jejich syn princ Giorgi se tak stal dědicem obou hlavních pretendentů na bývalý gruzínský trůn.

## Vyznamenání a ocenění

### Vyznamenání

#### Dynastická
- Bagrationové: 
  - Velmistr Rytíře velkokříže s řetězem královského řádu koruny[26]
  - Rytíř velké kolany Řádu orla Gruzie a nesešívané tuniky našeho Pána Ježíše Krista

#### Zahraniční vyznamenání
- Rwandská královská rodina: Rytíř velkokříže Královského řádu rwandské koruny

### Ocenění
- Švédsko: Velkokomandér řádu Amaranth